# ディスコ・ナイツ
『ディスコ・ナイツ』は、2002年6月5日に発売されたコンピレーション・アルバムである。

## 概要
- 1970年代から1980年代にかけてのディスコ・ミュージックを集めたアルバム。

## 収録曲
1. セプテンバー / アース・ウィンド&ファイアー
2. プレイ・ザット・ファンキー・ミュージック / ワイルド・チェリー
3. ブギー・ナイツ / ヒートウェイヴ
4. ガット・トゥ・ビー・リアル / シェリル・リン
5. インスタント・リプレイ / ダン・ハートマン
6. 裏ぎり者のテーマ / オージェイズ
7. ベスト・オブ・マイ・ラヴ / エモーションズ
8. レッツ・グルーヴ / アース・ウインド&ファイアー
9. T.S.O.P.(ソウル・トレインのテーマ) / MFSB
10. 荒野のならず者 / スリー・ディグリーズ
11. レディ・マーマレード / ラベル
12. リライト・マイ・ファイア / ダン・ハートマン
13. ハレルヤ・ハリケーン / ウェザー・ガールズ
14. ソウル・レディ(パート1&2) / アイズレー・ブラザーズ
15. イン・ザ・ナイト / シェリル・リン
16. 宇宙のファンタジー / アース・ウインド&ファイアー